# Carrier Air Wing Ten
10ème Escadre aérienne embarquée
Le Carrier Air Wing Ten (CVW-10) étaient deux escadres aériennes embarquées sur deux porte-avions distincts de l'US Navy qui fonctionnèrent essentiellement pendant la guerre froide et la guerre du Vietnam.
- Le premier CVW-10 était à l'origine connu sous le nom de CVG-10 et a été créé en 1950 [1], avant d'être supprimé en novembre 1969[2].
- Le deuxième et beaucoup plus court a été créé en 1986, mais en raison des budgets après une croisière de bilan, il a été supprimé en 1988 avec tous ses escadrons[3].

## Historique

### Premières années (1950-1964)
Le Carrier Air Group 10 a été créé le 1er mai 1950, mais n'a pas vu de déploiement avant 1952 à bord de l'USS Lake Champlain (CV-39). Bien que le CVG-10 n'ait pas participé à la guerre de Corée, il a tout de même effectué neuf déploiement, y compris à bord du premier super porte-avions de l'US Navy, l'USS Forrestal (CVA-59) pendant la crise de 1958 au Liban avant son transfert sur le petit USS Essex (CV-9) à la mi-1959. Dans le cadre du programme de changement de nom à l'échelle de la Marine, le CVG-10 est devenu Carrier Air Wing Ten le 20 décembre 1963. Pendant ce temps, le groupe aérien était toujours en déploiement sur l'USS Shangri-La (CV-38) et rentra de la Méditerranée à sa base sous le nouveau nom.

### Vietnam et fin du premier CVW-10 (1965-1969)
Le CVW-10 a effectué un autre déploiement sur Shangri-La en 1965 ainsi qu'un déploiement mineur à bord de l'USS Intrepid (CVS-11) au début de 1966 avant d'être déployé en avril dans le golfe du Tonkin à bord d'Intrepid à nouveau pour prendre part à la guerre du Vietnam. Après être parti en novembre de cette année-là, le CVW-10 est retourné au Vietnam deux fois de plus en 1967 et 1968 avant de revenir en février 1969. Il est mis hors service le 29 novembre 1969.
Premier Carrier Air Wing Ten ( Vietnam : 1968 à 1969)
| Code    | Insigne | Escadron                                            | Surnom            | Avion           |
| ------- | ------- | --------------------------------------------------- | ----------------- | --------------- |
| VF-111  |         | Fighter Squadron 111 VF-111 (1956-1995) (en)        | Sundowners        | F-8 Crusader    |
| VA-36   |         | Attack Squadron 36 VA-36 (U.S. Navy) (en)           | Roaddrunners      | A-4 Skyhawk     |
| VA-66   |         | Attack Squadron 66 Second VA-66 (U.S. Navy) (en)    | Waldomen          | A-4 Skyhawk     |
| VFA-106 |         | Strike Fighter Squadron 106 VFA-106                 | Gladiators        | A-4 Skyhawk     |
| VFP-63  |         | Light Photographic Squadron 63 VFP-63 (en)          | Eyes of the Fleet | RF-8G Crusader  |
| VAQ-33  |         | Electronic warfare squadron 33 VAQ-33 (en)          | Firebirds         | EA-1F Skyraider |
| VAW-121 |         | Carrier Airborne Early Warning Squadron 121 VAW-121 | Bluetails         | E-1 Tracer      |
| HSC-2   |         | Helicopter Sea Combat Squadron 2 HSC-2              | Fleet Angels      | UH-2B Seasprite |

### Deuxième CVW-10 (1986-1988)

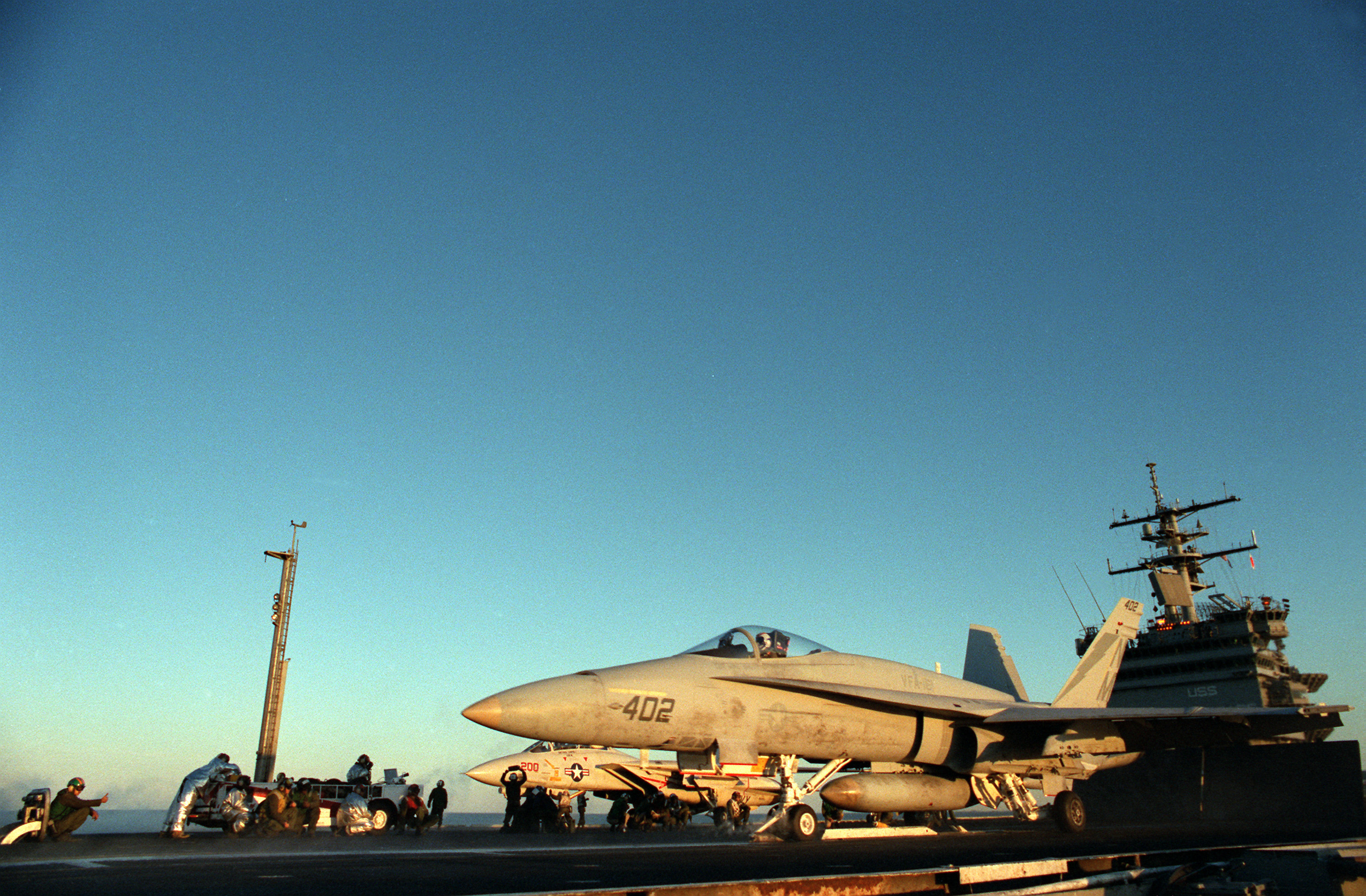
Un F/A-18A Hornet de VFA-161 se prépare à lancer à partir de l'USS Enterprise tandis qu'un F-14A attend derrière. Le CVW-10 était à bord de l'Enterprise en 1987

Dans le cadre du plan de Ronald Reagan visant à construire une marine de 600 navires, CVW-13 et CVW-10 ont été rétablis dans les années 1980 (CVW-13 a pris le ancien code de queue de CVW-10 qui était AK ). À l'origine, le VFA-195 (U.S. Navy) (en) pilotant le F/A-18A Hornet devait rejoindre le CVW-10 en tant qu'escadron VFA (Strike Fighter). VFA-161 (en) et VFA-195 changeraient cependant de place au Naval Air Station Fallon (NAS Fallon). Le VFA-161 a ensuite été retiré du CVW-5 et ne reviendrait pas au Japon après la fin de la formation de transition sur Hornet et serait placé en statut inactif rejoignant CVW-10 tandis que VFA-195 se rendait au Naval Air Facility Atsugi (NAF Atusgi) pour rejoindre CVW-5.

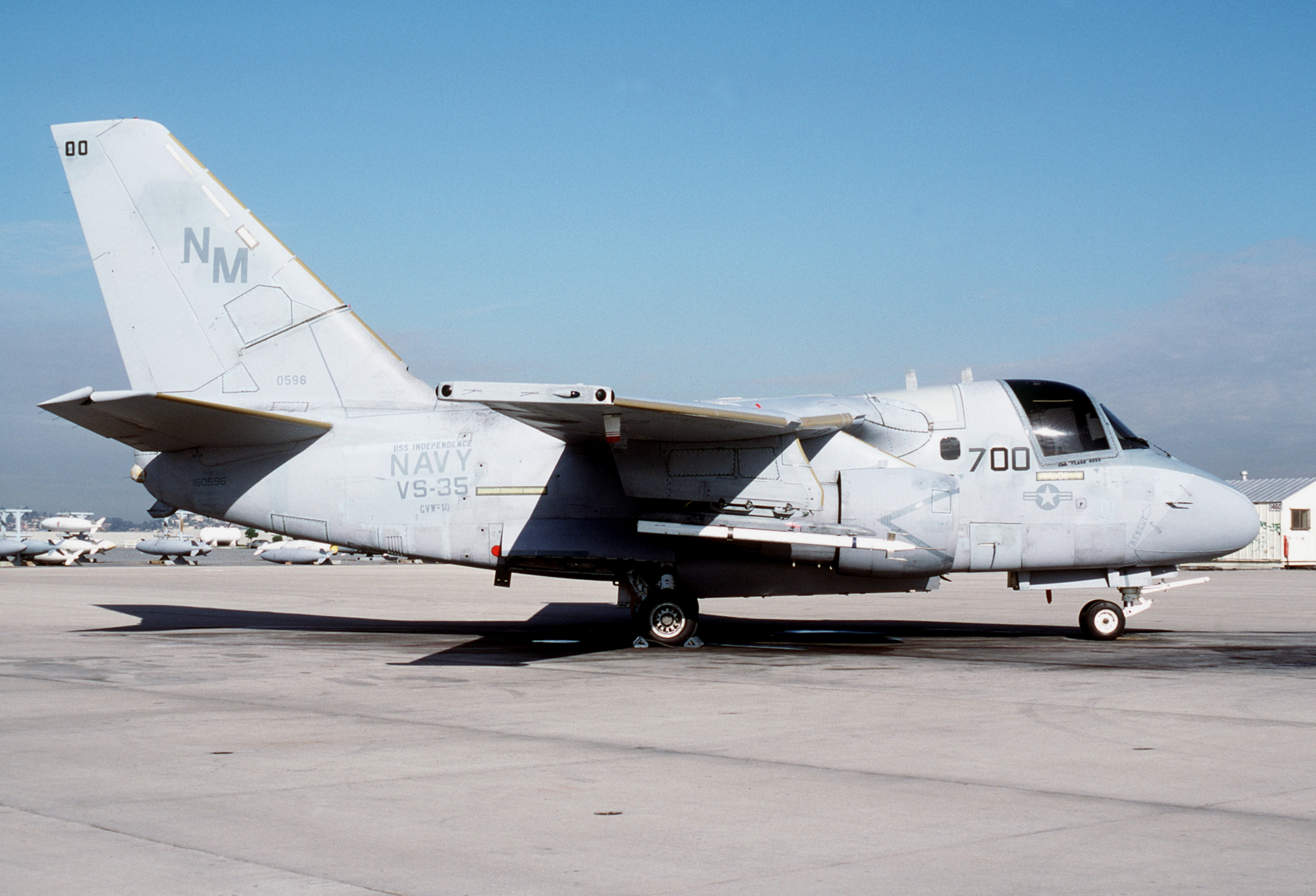
Le CAG du VS-35 S-3A Viking dans le cadre de CVW-10 en 1986. VS-35 serait rétabli à nouveau en 1990

Après ne pas avoir été déployé avec l'USS Independence (CV-62) comme prévu en 1986, le CVW-10 s'est déployé à bord de l'USS Enterprise (CVN-65) du 24 juillet au 5 août 1987 dans le Pacifique Est. Après cela, en raison du réchauffement des relations entre l'Union soviétique et les États-Unis ainsi que des coupes budgétaires, CVW-10 a été mis hors service pour la dernière fois le 30 septembre 1988. Tous les escadrons de CVW-10 ont également été mis hors service, y compris le VS-35, qui sera rétabli pour la quatrième fois dans les années 1990 sous un nouveau surnom.
Dernier Carrier Air Wing Ten (1988)
| Code    | Insigne | Escadron                                              | Surnom          | Avion          |
| ------- | ------- | ----------------------------------------------------- | --------------- | -------------- |
| VF-191  |         | Fighter Squadron 191 VF-191 (1986-1988) (en)          | Satan's Kittens | F-14 Tomcat    |
| VF-194  |         | Fighter Squadron 191 VF-194 (1986-1988) (en)          | Red Lightnings  | F-14 Tomcat    |
| VFA-161 |         | Strike Fighter Squadron 161 VFA-161 (en)              | Chargers        | F/A-18A Hornet |
| VS-35   |         | Air Anti-Submarine Squadron 35 VS-35 (1986–1988) (en) | Boomerangers    | S-3 Viking     |
| VAW-111 |         | Carrier Airborne Early Warning Squadron 111           | Grey Berets     | E-2 Hawkeye    |
| HS-16   |         | Helicopter Anti-Submarine Squadron 16                 | Nighthawks      | SH-3 Sea King  |